# Elecciones presidenciales de Venezuela de 1915
Las elecciones presidenciales de Venezuela de 1915 fueron celebradas el 3 de mayo del mismo año, resultando electo Juan Vicente Gómez para el periodo constitucional de 7 años (1915-1922), pese a esto Gómez hace una maniobra política en 1914, haciendo que el Congreso designe a Victorino Márquez Bustillos como presidente provisional y gobierne durante el mismo periodo.

## Antecedentes
Antes de finalizar su mandato en 1914, Juan Vicente Gómez se aparta del poder en agosto de 1913, debido a la situación política y desorden público, Gómez sale de campaña para pacíficar al país entregando la presidencia José Gil Fortoul, este a su vez completa el periodo presidencial hasta que el Congreso de Plenipotenciarios elige a Victorino Márquez Bustillos como presidente provisional el 19 de abril de 1914, a la vez se reunieron para resolver la interrupción electoral debido a los desórdenes públicos y "supuestos" planes de invasión por parte de Cipriano Castro.Los cuáles tenían previstas celebrarse el 20 de febrero para elegir a los miembros del Congreso y posteriormente la del presidente.

#### Estatuto Constitucional Provisorio
Una vez designado Bustillos, el Congreso dicta el Estatuto Constitucional Provisorio, entre cuyas disposiciones generales se encontraba elaborar y convenir un nuevo Pacto de Unión de Estados. Así mismo la de definir los poderes y diferencias entre el presidente electo en calidad de Comandante en Jefe (Juan Vicente Gómez) con el presidente provisional (Victorino Márquez Bustillos).

## Elección
En diciembre de 1914 se realizaron las elecciones donde los electores elegirían a los senadores y diputados que llevarían a cabo la elección del presidente, el 6 de enero de 1915 finaliza las designaciones de cada uno de los congresistas.
Se fijó como fecha de la elección el 3 de mayo de 1915 para la realización de los comicios por parte del Congreso contando con la participación de 40 senadores y 66 diputados. Una vez recogida la votación por los secretarios se dio inicio al escrutinio de votos, y como era de esperarse Juan Vicente Gómez fue elegido de manera unánime con todos los presentes (106 votos).
Finalizada la elección, el Congreso nombró una comisión encargada de comunicarle a Juan Vicente Gómez que se encontraba en Maracay su elección como presidente para el periodo 1915-1922.

## Consecuencias
Está elección fue única e histórica en la historia de Venezuela ya que está experimenta una situación inusual con dos presidentes ejerciendo el cargo, Juan Vicente Gómez quien ejercía como presidente electo y Comandante en Jefe en Maracay y Victorino Márquez Bustillos como presidente provisional despachando semanalmente en Caracas.